# 恆星磁場

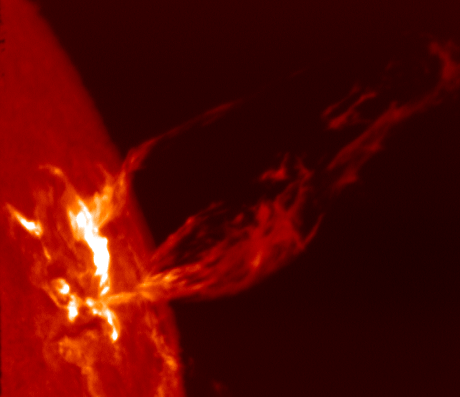
太陽磁場駕馭著大規模的電漿物質拋射。NOAA影像。

恆星磁場是恆星內部有傳導力的電漿運動產生的磁場。這種運動是經由對流產生的，是一種包含物質有形運動的能量傳輸。地區性的磁場會對電漿產生作用力，在密度沒有可以比較的增益下，有效的增加壓力。因此被磁化的地區相對於其它的電漿上升，直到抵達恆星的光球。這將在恆星的表面創造出星斑和冕圈的相關現象。

## 測量

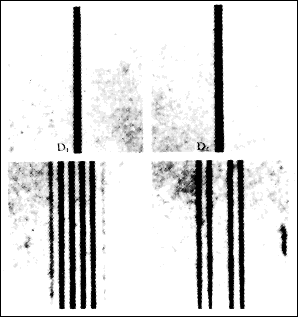
較低處的頻譜顯示磁場作用在頂端的光源後產生的則曼效應。

恆星的磁場可以利用則曼效應測量。通常，恆星大氣層中的原子會吸收電磁頻譜中特定頻率的能量，在光譜中產生特定的黑暗吸收線。但是，當原子在磁場內，這些譜線就會分裂成多條鄰近的譜線。能量也會被極化，而極化的方向取決於磁場原來的方向。因此可以通過檢驗則曼效應的譜線，確定恆星的磁場強度和方向。
恆星的分光偏振譜儀可以用來測量恆星的磁場，這種儀器是攝譜儀和偏振計的結合。第一個來研究恆星磁場的儀器是NARVAL，它安裝在法國比利牛斯山比格爾地區的貝爾納·李奧望遠鏡上。
各種測量—包括磁強計的測量已經超過150年， 14C用於數木的年輪；和10Be用於冰核—已經建立了可靠的太陽磁場變化年代尺度，包括10年、百年和千年的時間尺度。

## 場的產生
恆星磁場，依據太陽發電機理論，是在恆星的對流區域內造成的。導電的電漿形成的對流環圈功能很像發電機，這項活動破壞了恆星原始的磁場，然後生成一個偶極磁場。如果恆星經力較差自轉－在不同的緯度有不同的字轉速率－磁力將受到傷害而成為環形的"通量索"，纏繞著這顆恆星。這種場可以高度的集中，當他們出現在表面上可以產生一些活動。
導電的氣體或液體在磁場中轉動會產生自感的電流，和自發的磁場，由於結合了較差自轉 (物體不同部分有不同的角速度)，就有科氏力和感應的組合。電流的分佈可以很複雜，有無數開放和封閉的迴圈，因此緊鄰這些電流的磁場也是多重纏繞的。但是，在遙遠的距離上，只會出現淨偶極場的存在，隨著距離的增加，在相反方向上流動的電流和磁場會互相抵消，而逐漸的減少。因為主要的電流流動是大規模的導電體運動 (赤道電流)，赤道電流迴圈的偶極場是產生的磁場主要成分，因此轉動體磁場的磁極會出現在地理兩極的附近。
幾乎所有天體的磁場都是與自轉方向保持一致的，但明顯例外的是一些脈衝星。這些發電機模型的另一特點是電流是交流電，而不是直流電。它們的方向，和因此而產生的磁場的方向，多少都有點周期性的交替，改變振幅和反轉方向，但仍然或多或少的與自轉軸的方向一致。
太陽的主要磁場元件每11年改變一次方向 (所以周期大約是22年)，導致磁場在接近反轉的時期會減弱。在蟄伏的時期，太陽黑子的活動處於最大化狀態 (因為缺乏磁場對電漿的磁制動)，導致大量的高能電漿粒子被拋射進入日冕和行星際空間中。磁場方向相反的相鄰黑子碰撞，磁場的快速消失導致強大的電場產生。電場加速電子和光子成為高能粒子 (數千電子伏特) 導致非常熱的噴流使高熱的電漿離開太陽的表面和加熱日冕中的電漿致很高的溫度 (百萬K)。
如果氣體或液體非常黏稠 (較差自轉的湍流造成的)，磁場的反轉可能就不會有明顯的週期。地球磁場就是這樣的例子，電流的湍流在黏稠的外核產生。

## 表面的活動
星斑是恆星表面上強磁性活動的區域 (在太陽，它們被稱為太陽黑子。)，這些由磁流量管構成的可見元件是在恆星的對流層內形成的。由於恆星的較差自轉，這些管子被拉伸和蜷縮，抑制了對流和使得這些區域的溫度比正常的低。冕圈通常在星斑之上形成，由磁力線形成並擴展至冕中。這些提供冕的加熱機制使它達到百萬K的高溫。
磁場聯結的星斑和冕圈還聯結了閃焰的活動，和結合日冕物質拋射。電漿倍加熱至數千萬K，和粒子倍加速到極端的高速度離開恆星表面。
表面可見的活動似乎和主序星的年齡和自轉速度有關。有著高速自轉的年輕恆星展現出強大的活動。相較之下，像太陽這種自轉緩慢的中年恆星，顯示出低水平的活動和周期性的變化。一些年老的恆星幾乎沒有活動的現像，這可能意味著它們已經進入相當於太陽蒙德極小期的平靜。測量恆星活動變化的時間可以用於測量恆星較差自轉的速率。

## 磁層
恆星的磁場或形成延伸至周圍太空中的磁層。磁力線會從恆星的一個磁極發出，進入另一個磁極結束，形成封閉的環圈。磁層包含從恆星風中陷入的帶電粒子，它們會沿著磁力線運動。當恆星自轉時，磁層也拖著帶電粒子隨著轉動。
由於恆星發出的物質是隨著恆星風從光球出來的，磁層會在這些拋出的物質上產生轉矩。這將導致恆星的角動量傳輸至周圍的空間內，造成恆星自轉速率的減緩。快速自轉的恆星有較高的質量損失率，導致動量的損失也較快。當自轉的速率減緩，也會使角速率減緩。經由這種方法，一顆恆星會逐步接近，但永遠不會達到零旋轉的狀態。

## 磁星

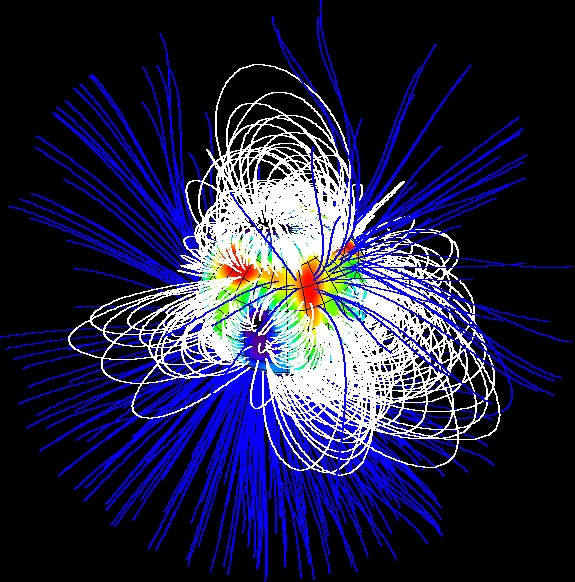
以塞曼-都卜勒成像重建的御夫座SU表面磁場(一顆年輕的金牛T星)。

金牛T星是一種通過重力收縮加熱，核心還沒有開始燃燒氫的前主序星。它們是磁場活躍的變星，這些恆星的磁場被認為有強烈的恆星風，將角動量轉移置環繞在周圍的原行星盤。當他塌縮時，會對齊旋轉速物產生剎車作用。
小的，M-型恆星 (從0.1–0.6太陽質量) 展現出快速、不規則的變化，被稱為耀星。雖然活動相對於恆星的大小是非常的強烈，但它們的波動被假設是由閃焰引起的。在這類恆星上的閃焰可以延伸到圓周的20%，和在光譜的藍色和紫色部分輻射出非常多的能量。
行星狀星雲是紅巨星拋出的外圍封包層，形成向外膨脹的氣體殼層。然而，它仍然有許多未解的謎，為何這些氣體殼層不完全是球對稱的，80%的行星狀星雲不是球形，而是形成雙極或橢圓的星雲。形成非球面形狀的一個假設是受到恆星磁場的影響，電漿傾向於從磁極的方向拋出，而不是均勻的想所有的方向擴散。觀測已經證實至少有4顆行星狀星雲的中心恆星有著強大的磁場。
一些大質量的恆星在已經停止熱核融合之後，有部分的質量會坍縮成為緻密的中子，稱為中子星。這些天體保有原來恆星值得注意的磁場，但在尺寸上的坍縮造成磁場的強度戲劇性的增強。坍縮的中子星快速的自轉使它成為脈衝星，發射出狹窄的能量束周期性的指向觀測者。
緻密和快速自轉的天體 (白矮星中子星、和黑洞) 都具有極強的磁場。剛誕生的以高速自轉的中子星磁場強度是如此的強大 (可以高達 108泰斯拉) 使它的電磁輻射有足夠的能量快速的 (在短的數百萬年間) 減緩恆星自轉速率的100至1000倍。掉落到中子星的物質也遵循著磁力線，當它們抵達和撞擊到恆星的表面時，到至表面產生兩個熱點。這些點確實的大小只有幾英尺 (大約1米)，但是非常明亮。它們隨著自轉周期性的發生被食，被假設為虛擬的脈衝輻射來源 (參見脈衝星)。
被極端磁化的中子星稱為磁星，它們的形成是核心-坍縮超新星造成的。在1998年對SGR 1806-20的測量證實了這種恆星的存在。這顆恆星的磁場使表面的溫度高達1,800萬K，和以伽瑪射線暴釋放出大量的能量。
相對論性電漿噴流也曾經在非常年輕星系中心，延著活躍黑洞的磁極方向被觀測到。

## 外部連結
- Donati, Jean-François. . Laboratoire d’Astrophysique de Toulouse. June 16, 2003  [2007-06-23]. （原始内容存档于2006-05-30）.
- Donati, Jean-François. . Laboratoire d’Astrophysique de Toulouse. November 5, 2003  [2007-06-24]. （原始内容存档于2006-02-14）.